# Uskyldens år
Uskyldens år (originaltitel The Age of Innocence) er en amerikansk romantisk dramafilm fra 1993, instrueret og skrevet af Martin Scorsese efter Edith Whartons roman af samme navn. Filmen har Daniel Day-Lewis, Michelle Pfeiffer og Winona Ryder i hovedrollerne. Ryder blev nomineret til en Oscar for bedste kvindelige birolle.

## Medvirkende
- Daniel Day-Lewis: Newland Archer
- Michelle Pfeiffer: Grevinde Ellen Olenska
- Winona Ryder: May Welland
- Joanne Woodward: Narrator (fortæller)
- Alexis Smith: Louisa van der Luyden
- Geraldine Chaplin: Mrs. Welland
- Mary Beth Hurt: Regina Beaufort
- Alec McCowen: Sillerton Jackson
- Richard E. Grant: Larry Lefferts
- Miriam Margolyes: Mrs. Mingott
- Robert Sean Leonard: Ted Archer
- Siân Phillips: Mrs. Archer
- Jonathan Pryce: Rivière
- Michael Gough: Henry van der Luyden
- Stuart Wilson: Julius Beaufort

## Ekstern henvisning
- Uskyldens år på Internet Movie Database (engelsk)
- Uskyldens år på Filmdatabasen
- Uskyldens år på Scope
- Uskyldens år i Svensk Filmdatabas (svensk)
- Uskyldens år på AlloCiné (fransk)
- Uskyldens år på MovieMeter (nederlandsk)
- Uskyldens år på AllMovie (engelsk)
- Uskyldens år hos American Film Institute (engelsk)
- Uskyldens års profil hos Encyclopædia Britannica Online (engelsk)
- Uskyldens år på Turner Classic Movies (engelsk)

| Priser                 | Priser                                       | Priser                    |
| ---------------------- | -------------------------------------------- | ------------------------- |
| Foregående: The Player | Bodilprisen for bedste amerikanske film 1994 | Efterfølgende: Short Cuts |